# Цзайчжэнь
Айсиньгёро Цзайчжэнь (кит. 愛新覺羅·載振; 31 марта 1876 — 31 декабря 1947) — маньчжурский принц и политик поздней империи Цин. Романизированные формы его имени включают Цай-чен, Цай-Чен, Цай-Чэн. Второе имя — Юйчжоу.

## Биография

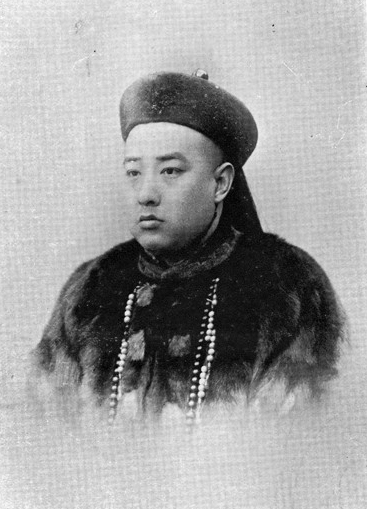
Айсиньгёро Цзайчжэнь

Цзайчжэнь родился в клане Айсин Гёро во время правления императора Гуансюя. Старший сын Икуана (1838—1917), принца Цин (1884—1917) и первого премьер-министра Императорского двора (1911). Его мать была дамой из маньчжурского клана Хегия. Его семья принадлежала к Синему знамени с каймой в системе Восьмизнамённой армии.
В 1894 году Цзайчжэню было присвоено звание чжэнго цзянцзюня второго класса, а в 1901 году его повысили до бейцзы.
В 1902 году Цзайчжэнь представлял Империю Цин в дипломатической поездке в Великобританию, чтобы стать свидетелем коронации короля Эдуарда VII. Он также посетил Францию, Бельгию, Японию и США. В 1903 году он отправился в Японию, чтобы посетить пятую выставку Кангё (勸業博覽會). Вернувшись в Китай, он активно выступал за правительственные реформы и потребовал создания Министерства торговли (商部). Правительство Цин одобрило его просьбу и назначило его  шаншу (尚 書; секретарь) министерства. Цзайчжэнь также одновременно занимал следующие должности: дутонг (都統; командир) Синего знамени с каймой; юцянь дачэнь (御前大臣; старший министр, подчиняющийся непосредственно императору); цзун цзучжан (總族長; вождь клана) Белого знамени; начальник батальона огнестрельного оружия (火器營).
В 1906 году, после того как правительство Цин провело некоторые реформы, Цзайчжэнь, которому тогда было 30 лет, был назначен шаншу (尚書; секретарь) Министерства сельского хозяйства, промышленности и торговли (農工商部). Его портрет появляется на банкнотах, выпущенных Банком Син Чун (華商上海信成銀行) в 1907 году. Год спустя император Гуансюй отправил его в Ханчжоу для наблюдения за тамошней системой образования. По пути он проезжал мимо Шанхая, где брал взятки от чиновника Дуань Чжигуй в обмен на помощь ему в обеспечении должности сюньфу (губернатора провинции) Хэйлунцзяна. У него также был роман с Ян Цуйси (楊翠喜), певицей-проституткой, подаренной ему Дуань Чжигуем. Чжао Цилинь (趙啟霖), официальный инспектор (御史), написал мемориал императорскому двору, чтобы обвинить Цзайчжэня в коррупции. Инцидент вызвал бурю негодования в императорском дворе, который приказал провести расследование. Однако из-за «отсутствия конкретных доказательств» дело было закрыто. Чжао Цилиня обвинили в даче ложных сведений и уволили с должности.
В 1911 году Цзайчжэнь был назначен гувэнь дачэнь (顧問大臣; министр-консультант) в Бидэюань (弼德院; правительственный орган, созданный в мае 1911 года, который давал советы императору). Его отец, Икуан, занимал пост премьер-министра имперского кабинета с мая по ноябрь 1911 года. В 1911 году Цзайчжэнь посетил Великобританию, чтобы присутствовать на коронации короля Георга V и королевы Марии.

## Жизнь после династии Цин
Цзайчжэнь бежал в Шанхай, когда в октябре 1911 года вспыхнула Синьхайская революция, свергнувшая династию Цин. Позже он вернулся в Пекин. В 1917 году, после смерти Икуана, Цзайчжэнь унаследовал княжеский титул своего отца «принц Цин первого ранга». На это ему дал разрешение Ли Юаньхун, президент Китайской Республики.
В 1924 году, после того как Пу И, последний император, отрекшийся от престола в 1912 году, был изгнан из Запретного города Бэйянским правительством, Цзайчжэнь опасался, что он будет замешан, поэтому он бежал в Шанхай и укрылся там в британской концессии. Во время своего пребывания в Шанхае он инвестировал в различные предприятия и оставался вне политики.
Цзайчжэнь скончался в Шанхае в 1947 году. Цао Жулинь, Чжу Цзочжоу и другие предложили националистическому правительству присвоить Цзайчжэню посмертное имя — Чжэнь (貞; «целомудренный») в честь его роли в том, что Пу И отрекся от престола в 1912 году, и за воздержание от политика, несмотря на то, что у него были различные возможности вернуться в политику при Бэйянском правительстве, националистическом правительстве или при японцах во время Второй китайско-японской войны. На его надгробии написано: Цзайчжэнь, принц Цин Чжэнь первого ранга (慶貞親王載振).

## Семья
У Цзайчжэня было пять жен и четверо сыновей.